# Marco van Staden
Pour les articles homonymes, voir Van Staden.
Pas d'image ? Cliquez ici

a Compétitions nationales et continentales officielles uniquement.

b Matchs officiels uniquement.
Dernière mise à jour le 6 juillet 2025.
Marco van Staden, né le 25 août 1995 à Krugersdorp (Afrique du Sud), est un joueur international sud-africain de rugby à XV, évoluant au poste de troisième ligne aile. Il avec la franchise des Bulls en United Rugby Championship depuis 2022.

## Carrière

### En club
Marco van Staden connaît un début de carrière loin des sentiers habituellement réservés aux joueurs de haut niveau puisqu'il doit se contenter de jouer avec son lycée de Hoërskool Bekker dans la petite ville de Magaliesburg dans le Gauteng. Il ne joue aucune édition de la Craven Week, et ne connait aucune sélection avec les sélections jeunes sud-africaines, mais en revanche, il rejoint en 2014 l'académie des Blue Bulls. En 2016, il tente de rejoindre l'Université du Nord-Ouest et son équipe de rugby des NWU Pukke disputant la Varsity Cup (en) (championnat universitaire sud-africain), mais il n'est pas pris. En lieu et place, il rejoint les UP Tuks (Université de Pretoria), avec qui il se fait rapidement remarquer par ses performances en Varsity Cup.
Il commence sa carrière professionnelle avec les Blue Bulls en 2017 lorsqu'il dispute la Rugby Challenge,. Il fait également ses débuts en Currie Cup cette même année,.
En novembre 2017, il est retenu dans le groupe élargi des Bulls pour préparer le Super Rugby, mais n'obtient pas de contrat professionnel,. Malgré cela, il se montre performant lors des entraînements et joue son premier match le 24 février 2018 contre les Hurricanes,. Il effectue alors une première saison réussie (seize matchs dont onze titularisations) et prolonge avec cette franchise pour une saison de plus.
En 2021, il rejoint le club anglais des Leicester Tigers évoluant en Premiership. Au terme de sa première saison, où il est peu utilisé à cause de plusieurs commotions cérébrales, il quitte le club d'un commun accord et rentre en Afrique du Sud. Ces commotions mettent alors la poursuite de sa carrière en danger.
Finalement, en septembre 2022, il se réengage avec les Bulls en United Rugby Championship, et fait son retour sur les terrains après huit mois d'absence. En juin 2024, il est titulaire lors de la finale que son équipe perd face aux Glasgow Warriors.

### En équipe nationale
Marco van Staden est pressenti pour rejoindre les Springboks en juin 2018, mais une blessure au genou l'écarte des terrains plusieurs semaines. Quelques mois plus tard, il est sélectionné pour la première fois par le sélectionneur Rassie Erasmus dans le cadre du Rugby Championship 2018. Il obtient sa première cape internationale le 18 août 2018 à l'occasion d'un match contre l'équipe d'Argentine à Durban.
L'année suivante, il est rappelé en sélection afin de remplacer le capitaine Siya Kolisi blessé, et préparer la Coupe du monde 2019. Il dispute un match de préparation contre l'Argentine en en août 2019. Peu après, il fait partie des quatre joueurs écartés lorsque le groupe des Springboks est réduit à 36 joueurs, subissant notamment le retour de blessure de Kolisi.
En 2021, il est sélectionné avec les Springboks pour affronter les Lions britanniques à l'occasion de leur tournée en Afrique du Sud, et joue deux matchs en tant que remplaçant,.
En août 2023, il est retenu dans le groupe de 33 joueurs pour disputer la Coupe du monde 2023 en France. Il dispute les quatre matchs de poule de son équipe, dont une titularisation face à la Roumanie. En amont de la compétition, il développe une polyvalence au poste de talonneur, afin de compenser une éventuelle blessure à ce poste lors du tournoi. L'occasion se présente après le forfait de Malcolm Marx, et il dépanne à ce poste lors du dernier match de poule face aux Tonga, en doublure de Deon Fourie,. Il n'est ensuite pas utilisé lors de la phase finale de la compétition, et voit son équipe être sacrée championne du monde, après une finale gagnée face à la Nouvelle-Zélande.

## Palmarès

### En club
- Vainqueur de la Varsity Cup (en) en 2017 avec les UP Tuks.
- Vainqueur de la Currie Cup en 2020-2021 et 2021 avec les Blue Bulls.
- Finaliste de la Pro14 Rainbow Cup en 2021 avec les Bulls.
- Finaliste du United Rugby Championship en 2024 avec les Bulls.

### En équipe nationale
- Vainqueur de la Coupe du monde en 2023.
- Vainqueur du Rugby Championhsip en 2024.

## Statistiques
Au 3 avril 2025, Marco van Staden compte 25 capes en équipe d'Afrique du Sud, dont 6 en tant que titulaire, depuis le 18 août 2018 contre l'équipe d'Argentine à Durban,. Il inscrit deux essais, soit dix points.
Il participe à quatre éditions du Rugby Championship, en 2018, 2021, 2023 et 2024. Il dispute onze rencontres dans cette compétition,.